# پوبرسهاو
پوبرسهاو (به آلمانی: Pobershau) یک منطقهٔ مسکونی در آلمان است که در مارینبرگ واقع شده‌است. پوبرسهاو ۲٬۰۱۴ نفر جمعیت دارد.